# Думайр
Думайр (араб. الضمير‎), также Думейр — город на юго-западе Сирии, расположенный на территории мухафазы Дамаск. Входит в состав района Дума.

## История
Освобождён от исламистов 19 апреля 2018 года. По соглашению с властями Сирии несогласные на примирение боевики были вывезены в провинцию Алеппо.

## Географическое положение
Город находится в центральной части мухафазы, к югу-западу от хребта Джебель-эд-Дмейр, на расстоянии приблизительно 35 километров к северо-востоку от Дамаска, административного центра провинции и столицы страны. Абсолютная высота — 693 метра над уровнем моря.

## Демография
По оценочным данным 2013 года численность населения составляла 38 532 человек.
Динамика численности населения города по годам:
| 2003   | 2013   |
| ------ | ------ |
| 30 542 | 38 532 |

## Транспорт
В 3 километрах от города расположена авиабаза САВВС.
Ближайший гражданский аэропорт расположен в городе Дамаск.

## Достопримечательности
В городе расположен храм Зевса Гипсиста, раскопанный археологами в 1983 году. Храм был построен в период правления римского императора Филиппа Араба.